# 単拡大
数学、より正確には代数学において、可換体の理論の枠組みで、体 K の拡大 L は、L のある元 α が存在して L が K(α) と等しいときに単拡大あるいは単純拡大 (simple extension) という。
単拡大 K(α) が有限拡大であることと α が K 上代数的であることは同値である。K の（同型の違いを除いて）唯一の無限単拡大は有理関数体 K(X) である。
原始元定理はすべての有限分離拡大が単拡大であることを保証する。

## 準備的注意
単拡大の概念は、主に次の二つの点から数学上の興味を集めている。
- 単拡大は分類が完了している体拡大である。拡大の生成元が K 上超越的なら無限次拡大で有理関数体に同型（フランス語版）であり、 生成元 α が代数的なら拡大は有限で、α の K 上の最小多項式の根体に同型である。
- 原始元の定理はすべての有限次分離拡大が単拡大であることを保証する。代数拡大はそのすべての元の最小多項式が重根をもたないときに分離的という。有限拡大の分離性のいろいろな同値条件に加えて、代数拡大が分離的であるための十分条件は基礎体が完全体（例えば標数 0 あるいは有限体）であることである。

## 定義
L を K の体拡大とする。
- 拡大 L が単 (simple) 拡大であるとは、L のある元 α が存在して、α で生成された L の部分 K 拡大 K(α) が L に等しいことである。
- L が単拡大とし g を L の元で L が K(g) に等しいとする。このとき g は L の K 上の生成元 (generating element) と呼ばれる。

## 例
- 複素数体は実数体の二次（フランス語版）単拡大である。それは虚数単位 i で生成される。
- 2の3乗根と虚数単位 i で生成される体は有理数体 Q の単拡大である。

この性質は fr:Extension de Galois の記事において証明されるが、より直接的に証明することができる。拡大は Q が標数 0 なので分離的である。それはさらに、代数的な 2 つの元で生成されるので有限拡大である。すると原始元の定理によってそれは単拡大である。この定理の証明の1つに含まれているアルゴリズムをこの例で明確化することができる。適切に選ばれた λ に対して {\displaystyle {\sqrt[{3}]{2}}+\lambda i} の形の原始元を探そう。λ = 1 でうまくいくことがわかる。実際、{\displaystyle r={\sqrt[{3}]{2}}+i} とおき方程式 (r – i)3 = 2 を展開すると i = (r3 – 3r – 2)/(3r2 - 1) ∈ ℚ(r) がわかるので {\displaystyle {\sqrt[{3}]{2}}=r-i\in \mathbb {Q} (r)} であり {\displaystyle \mathbb {Q} ({\sqrt[{3}]{2}},i)=\mathbb {Q} (r)} が証明された。
- 実数体は有理数体の単拡大でない。
実際、拡大は代数的でなく（例えば実数 π は超越的である）、純超越的でもない（例えば2の平方根は代数的無理数である）が、（cf. 下の節「性質」）単拡大にはこれらの可能性しかない。

- 標数 p において、単拡大でない有限拡大が存在する。例えば、L が標数 p の体 k に係数をもつ二変数の有理関数体 k(X, Y) で、K が L の部分体 k(Xp, Yp) であれば、L/K は単純でない有限拡大である。実際、拡大の次数は p2 だが、L のすべての元は K 上高々 p 次である。

## 性質と定理
L = K (α) を単拡大とする。
- この拡大が有限であれば、
  - α は K 上代数的である（α のベキたちの間に線型従属な関係があり α で消える多項式が得られる）；
  - L は α の最小多項式 P の根体に同型である
（この体は多項式環 K[X] の P で生成されたイデアルによる商として得られる）。
  - とくに、α が K 上代数的な元であれば、体 K(α) は "K[α]"、すなわち {\displaystyle a_{n}\alpha ^{n}+\dotsb +a_{1}\alpha +a_{0}}、ただし αi ∈  K、の形で表されるもの全体の集合、に他ならない。
- 無限次拡大であれば、
  - α は K 上超越的である；
  - 拡大体は K 上の有理関数体 K(X) に同型である
（実際、X を α に写す K[X] から L への K-代数準同型は単射であるので分数体 K(X) に拡張し、このように得られた K(X) から L への体準同型は全射である）。
- K と L の間のすべての中間拡大は単拡大である。これは α が代数的なとき[1]だけでなく、α が超越的なときも正しい。後者の主張はリューローの定理である。
- 素数次のすべての有限拡大は単拡大である。
- 原始元の定理より、すべての有限分離拡大は単拡大である。
- 有限拡大 L/K が単拡大であることと K と L の間に有限個しか中間体がないことは同値である[1], [2], [3]。

## 単拡大の表現多項式
体論の基本的な定理の1つは、P(X) が K 上の既約多項式であれば、商環 A=K[X]/(P)、ただし (P) は K[X] において P で生成されるイデアル、は体であるというものである。さらに、P が K の拡大 L で根 α をもてば、体 K(α) は A に同型である。この実際的意味は次のようである。n = deg(P) としてせいぜい次数 n - 1 の多項式で単拡大 K (α) の元を表すことが常にできる。K (α) の二元の和は対応する多項式の和に、積は多項式の積 mod P （これはユークリッド除法によって多項式の積を P で割りその余りをとることを意味する）に翻訳される。
例えば、P(X) = X2 + 1 であれば、虚数 i が C において P の根であることを知っている。今見たことから、C は a + b X の形の多項式の集合に同型である。この写像による i の像は X であり、a + ib の像は a + bX である。複素数の計算のルールはこの表現と同じであることを確かめよう。
まず a+ib + a'+ib' = (a+a' ) + i (b+b' ) であり同時に a+bX + a'+b'X = (a+a' ) + (b+b' )X である。さらに、 (a+ib)(a'+ib' ) = (aa'-bb' ) + i(ab'+ba' ) であり同時に  (a+bX)(a'+b'X) = (aa'+bb'X2) + (ab'+ba' )X である。しかし P(X) = X2+1 であるので、X2 を P で割った余りは -1 である。(a+bX)(a'+b'X) を P で割った余りは (aa'-bb' )+(ab'+ba' )X であることが従い、これはちょうど上記複素数の積と対応している。

## 単拡大の行列表現
すべての単拡大 K(α)/K は K に成分をもつ行列環の部分体によって表現することができる。R が α の K 上の最小多項式で M が R の同伴行列であれば、M で生成される部分行列環 K(M) は体であり、写像 K(α) {\displaystyle \to } K(M); f(α) {\displaystyle \mapsto } f(M) はすべての多項式 f に対して体同型である。
行列 M はこの性質を満たす唯一のものではないことに注意しよう。P-1MP の形のすべての行列もまた明らかにそれを満たす、なぜならば f(P-1MP) = P-1f(M) P だからだ。
K が環 A の分数体であり α が A 上整であれば、 R、したがって M は、A に成分をもつことにも注意しよう。環 A[α] は行列環 A[M] によって表現されることが従う。
行列環による単拡大の行列表現は実際的計算の計算機的代数において有用である、なぜならば演算が行列の演算に翻訳されるからだ。とくに、元のトレースは対応する行列のトレースであり、K 上のノルムは行列の行列式に等しい。さらに、構成のこの手順を繰り返して、多項式表現でできるように多項式の分解体の構成的表現を得ることができる。このためには多項式の既約因子の積への分解のアルゴリズム、例えば基礎体が有理数体の代数拡大であればクロネッカーのアルゴリズム、を準備すれば十分である。

### 例
- R(X) = X2 + 1 であれば、R の同伴行列は M {\displaystyle =\left({\begin{array}{ccc}0&-1\\1&0\end{array}}\right)} であり、したがって虚数 i は M に対応し、数 1 は単位行列 I に対応する。ゆえに、複素数の集合 {\displaystyle \mathbb {C} } は a I + b M、すなわち {\displaystyle \left({\begin{array}{cc}a&-b\\b&a\end{array}}\right)} の形の行列のなす環で表現される。
- 同様に考えて、多項式 X2 - X - 1 の根で生成される有理数体の二次拡大は a I + b M, ただし M {\displaystyle =\left({\begin{array}{cc}0&1\\1&1\end{array}}\right)}、の形の行列の環で表現される。これは {\displaystyle \left({\begin{array}{cc}a&b\\b&a+b\end{array}}\right)} の形の行列のなす環である。

## Knにおける明示的な表現
複素数体が対 (a, b) によって、積は (a,b) (a',b' ) = (aa'-bb', ab'+ba') によって明示的に与えて、通常表現されるのと同じ方法で、K 上次数 n の元 α によって生成された体 K 上のすべての単拡大は集合 Kn によって、和は成分ごとに、積は変数の明示的なある式によって定義されたものが与えられて、表現される。
より正確には、

{{{1}}}
この双線型写像と伴う斉次多項式を得るために、1つの単純な方法は前の節で議論された行列表現を使うことにある。良い例は長い話よりも価値がある。黄金比で生成された単拡大の例を見よう。
の形の2つの行列の積は{\displaystyle \left({\begin{array}{cc}aa'+bb'&ab'+b(a'+b')\\a'b+b'(a+b)&bb'+(a+b)(a'+b')\end{array}}\right)}     である。
求める双線型写像は行列の積の最初の列を「読む」：
 f((a,b),(a',b' )) = (aa' + bb', a'b + b' (a+b)).
したがって、明示的な積は
(X1 , X2) (Y1 , Y2) = (X1Y1 + X2Y2 , X2Y1 + X1Y2 + X2Y2)
容易にわかるようにこの手法は非常に一般的である。
次のことを強調することは重要である。ここで問題となっている問題は代数的ではなく、Kn におけるこの表現は明らかな方法で以前議論された多項式表現と同一視されることなしに、計算機的、アルゴリズム的である。しかしながら、積の効率的な計算は、α の最小多項式を法としたリダクションを利用するなら、明示的な積と行列の表現の単純な実行をさらに要求する。代償はもちろん双線型写像 f の決定であるが、たった一度だけ実行されればいいので、一般にそうであるように大量の演算が必要な計算にとってこの選択は有利である。